# Arauá
Arauá est une ville brésilienne du sud de l'État du Sergipe.

## Géographie
Sa population était de 11 649 habitants au recensement de 2007. La municipalité s'étend sur 193 km2.
Elle fait partie de la microrégion de Boquim, dans la mésorégion Est du Sergipe.

## Maires
| Période | Période | Identité                 | Étiquette | Qualité |
| ------- | ------- | ------------------------ | --------- | ------- |
| 2004    | 2008    | José Ranulfo dos Santos  | DEM       |         |
| 2008    | 2012    | Ana Helena Andrade Costa | PMDB      |         |